# Веригин, Александр Иванович
Александр Иванович Веригин (1807 — 21 декабря 1891) — русский военный деятель, историк из рода Веригиных, генерал от инфантерии, генерал-квартирмейстер (1861—1865); член Государственного совета (с 1866).

## Биография
Родился в 1807 году, в родовом имении в Валдайском уезде Новгородской губернии, в семье генерала Ивана Аполлоновича Веригина (ум. 1831) и Евдокии Александровны, дочери писателя А. С. Хвостова. Братья и сёстры: Аполлон, Николай, Елизавета (замужем за московским генерал-губернатором П. А. Тучковым), Евдокия.
Образование получил в училище колонновожатых, из которого был выпущен 19 февраля 1824 года и 29 марта 1825 года прапорщиком в свиту Его Императорского Величества по квартирмейстерской части.
24 марта 1826 года, по Высочайшему повелению, Веригин был послан в Европейскую Турцию для обозрения её в военном отношении, а в следующем году к Черноморским казакам для подробной съёмки занимаемых ими земель и составления статистического описания края. За эти труды 30 июля 1827 года произведён в подпоручики.
С началом турецкой кампании был назначен состоять в Императорской Главной квартире, с которой переправился через Дунай, затем участвовал в сражении под Шумлой, после чего командирован в осаждавший Варну корпус князя А. С. Меншикова и участвовал в боях при отражении вражеских вылазок. В октябре 1828 года получил назначение в 6-й пехотный корпус, с которым совершил кампанию 1829 года. Принимал участие в сражениях с турками при Эски-Арнаутларе, Козлуджи, Кулевчи, штурме и взятии редутов под Шумлой, форсировании Камчика и переходе через Балканы, наконец был в делах при Месемврии и Сливно. 2 сентября 1829 года произведён в поручики.
За отличие в русско-турецкую войну 1828—1829 годов он был награждён золотой шпагой с надписью «За храбрость» (27 октября 1828 г.) и орденом св. Владимира 4-й степени с бантом (11 июля 1829 г., за отличие при Месемврии).
В Польскую кампанию 1831 года Веригин участвовал в многочисленных боях с повстанцами, за отличие при Грохове произведён 16 февраля 1831 года в штабс-капитаны, за сражение под Остроленкой 2 мая награждён орденом св. Анны 2-й степени и за отличие при штурме варшавских укреплений получил 12 марта 1832 г. императорскую корону к этому ордену; также за варшавское дело Веригин в том же году был отмечен орденом «Virtuti militari» 3-й степени.
Произведённый 10 апреля 1832 года в капитаны, Веригин был назначен в распоряжение военного министра, и в том же году сопровождал в Берлин генерала А. И. Нейдгардта для участия в секретной военной конференции с уполномоченными Австрии, Пруссии и Германского союза. По возвращении Веригин был произведён 6 декабря 1832 г. подполковники. 12 октября 1833 г. назначен состоять при Гренадерском корпусе; 29 июля 1837 г. получил в командование Люблинский егерский полк, которым, однако, командовал недолго и уже 12 июня следующего года был переведён в Генеральный штаб, откуда 4 августа был назначен обер-квартирмейстером 6-го пехотного корпуса.
Произведённый 26 марта 1839 года в полковники, Веригин с 3 сентября 1840 г. по 24 июля 1842 г. находился в заграничном отпуске. По возвращении из отпуска состоял в распоряжении военного министра. 2 апреля 1846 г. назначен членом департамента военных поселений и 11 апреля 1847 г., по личному избранию государя, редактором военного отдела газеты «Русский инвалид» (с оставлением в предыдущей должности). За совершение в 1848 г. командировки в Сибирь для осмотра тамошних городовых казачьих полков и составление для них нового положения 6 декабря 1848 г. произведён в генерал-майоры.
22 ноября 1850 года был назначен вице-директором департамента военных поселений, 1 марта 1854 г. — генерал-квартирмейстером Гренадерского, 1-го и 2-го пехотных корпусов. Произведённый 30 августа 1856 г. в генерал-лейтенанты Веригин был назначен директором департамента военных поселений. Во время его управления департаментом военных поселений последние были упразднены, равно как и батальоны военных кантонистов, заменённые училищами солдатских детей.
10 ноября 1861 года был назначен генерал-квартирмейстером главного штаба Его Императорского Величества, одновременно — начальником Корпуса военных топографов 6 октября 1862 г. — членом комитета по преобразованию военно-учебных заведений, 26 декабря 1863 г. — членом комитета железных дорог. С 19 апреля 1862 г. Веригин состоял членом совета Русского географического общества.
19 апреля 1864 года Веригин был пожалован званием генерал-адъютанта, а 1 января 1866 г. назначен членом Государственного совета в связи с упразднением занимаемой им должности генерал-квартирмейстера. Военный министр Д. А. Милютин, инициатор этого преобразования, писал:

В числе таких тормозов было существовавшее разграничение дел между Инспекторским департаментом и Управлением генерал-квартирмейстера, даже не касаясь самой личности тогдашнего генерал-квартирмейстера генерала Веригина. Теперь я могу признаться, что я рад был освободиться от такого сотрудника и сосредоточить все дела по организации и устройству войск в лице одного графа Гейдена как ближайшего моего помощника

20 мая 1868 г. произведён в генералы от инфантерии. В Совете Веригин присутствовал в департаменте государственных и духовных дел и состоял членом особой комиссии для рассмотрения отчётов Министерства путей сообщения и Комитета о раненых.
Умер 21 декабря 1891 года и был похоронен на кладбище Воскресенского Новодевичьего монастыря в Санкт-Петербурге.
- В службу вступил (19.02.1824)[5]
- Прапорщик (29.03.1825)
- Подпоручик (30.07.1825)
- Поручик за боевое отличие (13.06.1829)
- Штабс-капитан за боевое отличие (16.02.1831)
- Капитан ген. штаба (10.04.1832)
- Подполковник (06.12.1832)
- Полковник (26.03.1839)
- Генерал-майор (26.11.1852)
- Генерал-лейтенант (30.08.1856)
- Генерал-адъютант (19.04.1864)
- Генерал от инфантерии (20.05.1868)

- Золотая шпага «За храбрость» (27.10.1828)
- Орден Святого Владимира 4-й степени с бантом (11.07.1829)
- Орден Святой Анны 2-й степени (02.05.1831)
- Знак ордена За военное достоинство 4 ст. (1831)
- Императорская корона к Ордену Святой Анны 2-й степени (12.03.1832)
- Орден Святого Владимира 3-й степени (30.08.1839)
- Знак отличия за XV лет беспорочной службы (1848)
- Орден Святого Станислава 1-й степени (06.12.1849)
- Орден Святого Георгия 4-й степени (26.11.1851, за беспорочную выслугу 25 лет в офицерских чинах, № 8602 по списку Григоровича — Степанова)
- Орден Святой Анны 1-й степени (1853)
- Императорская корона к Ордену Святой Анны 1-й степени (17.04.1858)
- Орден Святого Владимира 2-й степени с мечами (12.04.1859)
- Орден Белого Орла (17.04.1862)
- Орден Святого Александра Невского (01.01.1872)
- Бриллиантовые знаки к Ордену Святого Александра Невского (29.03.1875) по случаю 50-летия службы в офицерских чинах)
- Орден Святого Владимира 1-й степени (01.01.1887)
- Орден Святого апостола Андрея Первозванного[6].

иностранные:
- Прусский Орден Красного Орла 1 ст. (1864)
- Итальянский Орден Святых Маврикия и Лазаря 1 ст. (1864)

## Труды
Из военно-литературных трудов Веригина известны:
- Военное обозрение похода российских войск в Европейской Турции в 1829-м году. — СПб., 1846.
- Штурм Варшавы и некоторые замечания о польской войне: По поводу статьи генерал-лейтенанта Ушакова // Военный сборник. — 1860. — № 9.
- Воспоминания об осаде Варны и о пребывании там императора Николая I. 1828 // Русская старина. — 1879. — март.
- Эпизод из осады Варны // Русская старина. — 1879. — июнь.
- Кулевчинский бой и его стратегическое значение в турецкой кампании 1829 г. // Военный сборник. — 1880. — № 1.
- Князь Александр Аркадьевич Суворов. Воспоминание его товарища по службе // Русская старина. — 1882. — март.
- Открытие памятника на Бородинском поле в 1839 г.: Из воспоминаний офицера Генерального штаба // Русская старина. — 1885. — апрель.
- Вместе со своим зятем П. А. Тучковым Веригин составил «Историю лейб-гвардии Измайловского полка».

## Семья

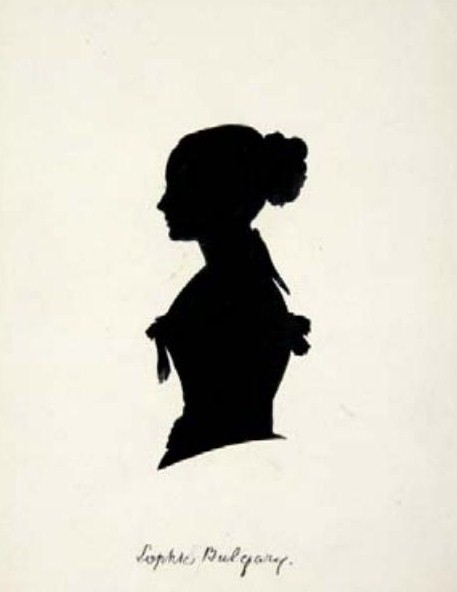
Софья Яковлевна

Жена (с 23 апреля 1843 года) — графиня Софья Яковлевна Булгари (01.10.1820—1898), дочь графа Якова Николаевича Булгари от его брака с Елизаветой Захаровной Кричулеско. Родилась в Петербурге, крещена 23 октября 1820 года в
церкви Св. Двенадцати апостолов при Главном управлении почт и телеграфов при восприемстве брата Николая.  По словам современника, была «женщина прелестная, миловидная, замечательно умная и любезная». За свою большую любовь к музыке была прозвана Апухтиным «Мендельсоничкой». В своём петербургском доме устраивала музыкальные вечера с многочисленной публикой. У неё можно было встретить как представителей избранного светского общества, так и многих известных артистов: А. Г. Рубинштейна, Венявского, Давыдова и Лешетицкого. Состояла в Совете петербургских детских приютов, была попечительницей Николаевского детского приюта в Петербурге. Похоронена в лядской Преображенской церкви Гдовского уезда.
В браке имела детей: Александр, Евдокия, Елизавета (03.02.1846—1913, крестница Николая I, фрейлина), Николай (05.08.1848—23.11.1848), Евгений (15.02.1850—1891, крестник Николая I, полковник, начальник штаба 2-й гренадерской дивизии).